# Adam Gabriel
Adam Gabriel, né le 28 mai 2001 en Tchéquie, est un footballeur international tchèque qui évolue au poste d'arrière droit au FC Midtjylland.

## Biographie

### En club
Né en Tchéquie, Adam Gabriel est formé par l'un des clubs les plus importants du pays, le Sparta Prague. C'est avec ce club qu'il débute en professionnel, jouant son premier match le 10 août 2021, lors d'une rencontre de Ligue des champions face à l'AS Monaco. Il entre en jeu en fin de match à la place de Tomáš Wiesner (en) lors de cette rencontre perdue par son équipe (3-1 score final).
Lors de l'été 2022, Adam Gabriel rejoint le FC Hradec Králové. Le transfert est annoncé dès le 30 mai 2022, et dans le même temps Jan Mejdr, qui évolue au même poste, fait le chemin inverse,.
Le 23 août 2023, Adam Gabriel rejoint le Danemark afin de s'engager en faveur du FC Midtjylland. Il signe un contrat de cinq ans, soit jusqu'en juin 2028.

### En sélection
Adam Gabriel joue son premier match avec l'équipe de Tchéquie espoirs le 2 septembre 2021 contre la Slovénie. Il est titularisé et son équipe l'emporte par un but à zéro.
Gabriel est retenu par le sélectionneur Jan Suchopárek pour participer au championnat d'Europe espoirs en 2023.

## Vie privée
Adam Gabriel est issu d'une famille de footballeurs. Son père est l'ancien international tchèque Petr Gabriel et son frère jumeau, Šimon, est également footballeur.